# Matsuo Genta
Genta Matsuo (sinh ngày 16 tháng 5 năm 1986) là một cầu thủ bóng đá người Nhật Bản.

## Sự nghiệp câu lạc bộ
Genta Matsuo đã từng chơi cho Nagoya Grampus và Kyoto Sanga FC.